# Rhyssemus crispus
Rhyssemus crispus är en skalbaggsart som beskrevs av Schmidt 1922. Rhyssemus crispus ingår i släktet Rhyssemus och familjen Aphodiidae. Inga underarter finns listade i Catalogue of Life.